# 3-Chinuclidinylbenzilat
3-Chinuclidinylbenzilat ist ein Krämpfe lösender (spasmolytischer) Wirkstoff. Er wurde unter den Bezeichnungen BZ, QNB, irreführend verkürzend auch Benzilsäureester als chemischer Kampfstoff hergestellt. Er gehört zu der Gruppe der Psychokampfstoffe. Seit 1997 ist BZ – wie andere chemische Waffen – durch die Chemiewaffenkonvention international offiziell geächtet; auch die Entwicklung, Herstellung und Lagerung sind verboten.

## Geschichte
In einem Forschungsprogramm der Firma Hoffmann-La Roche in Nutley (USA, New Jersey) wurden um 1950 in der Arbeitsgruppe von Leo Sternbach verschiedene Ester des sekundären Alkohols 3-Chinuclidinol synthetisiert, mit dem Ziel, krampflösende (spasmolytische) Wirkstoffe zu finden. Der Benzilsäureester des 3-Chinuclidinols wurde unter der firmeninternen Bezeichnung Ro 2-3308 pharmakologisch intensiv untersucht, und die Herstellung „as useful spasmolytic“ zum Patent angemeldet.
Zwar war der Wirkstoff für Anwendungen in der Medizin vorgesehen, aber in der Ära des Kalten Krieges wurden Entwickler von Chemiewaffen auf ihn aufmerksam.
Das US-amerikanische Militär führte klinische Studien durch. Im Zeitraum 1959 bis 1975 sollen ca. 2800 Soldaten mit BZ kontaminiert worden sein. In dieser Zeit wurden auch vergleichende Tests mit LSD durchgeführt. Schnell stellte sich aber heraus, dass 3-Chinuclidinylbenzilat im Gegensatz zu LSD sehr viel besser als Kampfstoff einsetzbar ist.

## Name und Eigenschaften
Die Bezeichnung Benzilsäureester ist mehrdeutig, da nicht deutlich wird, mit welchem Alkohol die Benzilsäure (2-Hydroxy-2,2-diphenylessigsäure) verestert ist. BZ ist der Ester aus Benzilsäure und 3-Chinuclidinol (1-Azabicyclo[2.2.2]octan-3-ol), das als Substruktur u. a. im Chinin auftritt.
3-Chinuclidinylbenzilat ist wenig wasserlöslich; besser löslich ist die Verbindung in Säuren, Ethanol und Diethylether. Beim Erhitzen beginnt ab etwa 170 °C die Zersetzung der Substanz in Kohlenstoffdioxid, Wasser, Stickstoff, Stickoxide sowie Spuren von Cyanwasserstoff (Blausäure).

## Wirkung
BZ wirkt anticholinerg und parasympathikolytisch. Die Vergiftungssymptome sind daher auch ähnlich zu anderen Anticholinergika wie Scopolamin und Atropin. Die wirksame Dosis wird mit 5 μg/kg angegeben; die Dosis, die für Handlungsunfähigkeit notwendig ist, mit etwa 9 μg/kg, und die im Tierversuch zu 50 % tödliche Dosis (Halb-Letale Dosis oder LD50) mit 25 bis 100 mg/kg (Maus, i.p.).
Zuerst stellen sich Kopfschmerzen, Verwirrung, Halluzinationen, dann Angstzustände, Konzentrationsstörungen, allgemeine Unruhe im Wechsel mit apathischen Phasen ein. Nach kurzer Zeit ist der Betroffene in einem Zustand völligen Realitätsverlusts. Er hat keinen bewussten Kontakt mehr zu seiner Umwelt.
Körperlich sind trockene Schleimhäute, gerötete Haut und Verstopfung sowie starke Pupillenerweiterung zu beobachten.
Die durchschnittliche Wirkungsdauer beträgt drei Tage. Es ist aber bis zu sechs Wochen lang ein Rückfall einzelner Symptome möglich. Von betroffenen Soldaten wurde berichtet, dass es in Einzelfällen zu dauerhaften Wesensänderungen kam.
Für die militärische Bedeutung ist entscheidend:
- Die Ausbringung als Aerosol.
- Die Betroffenen sind recht schnell kampf- und handlungsunfähig (Wirkungseintritt nach etwa einer Stunde).
- Die Wirkung hält mindestens drei Tage an.
- Die Betroffenen können sich nach Genesung nur an die Zeit vor der Kontaminierung erinnern (Amnesie).
- Nur in seltenen Fällen bleiben dauerhafte Schädigungen zurück.

## Einsätze
Nach Angaben des Journalisten Pierre Darcout wurde BZ im Vietnamkrieg angewendet. Der niederländische Schriftsteller Wil Ververy berichtet von fünf Einsätzen in Vietnam. Die US-amerikanischen Bestände an Benzilsäureester wurden 1990 offiziell vernichtet.
Möglicherweise wurde die Substanz als „Agent 15“ am 23. Dezember 2012 von syrischen Regierungstruppen gegen Rebellen eingesetzt, wobei sich die Berichte nur auf Augenzeugenberichte von Ärzten vor Ort stützen. Nach einem Beitrag im Magazin Foreign Policy über den Chemiewaffeneinsatz, der eine Depesche des US-Generalkonsulats in Istanbul an das US-Außenministerium zitiert, hat die US-Regierung offiziell Abstand von dieser Darstellung genommen.
Der Film Jacob’s Ladder befasst sich mit diesem Thema.
Die Serie Navy CIS behandelt das Thema in Folge 13, Staffel 4.
Die Serie Numbers behandelt es in Folge 1, Staffel 4.
Der Science-Fiction-Roman Die Silizium-Insel (Originaltitel 荒潮) des chinesischen Autors Chen Qiufan befasst sich ebenfalls mit „Benzilsäureester oder QNB“.
Im Zuge des Vergiftungsfalls Skripal wurde vom russischen Außenminister Lawrow behauptet, das Schweizer Labor Spiez habe BZ in den Proben des OPCW nachgewiesen, womit eine russische Urheberschaft widerlegt sei. Tatsächlich wurde hier die Substanz „Q3“ (3-Chinuclidinol), das (Hydrolyse-)Zersetzungsprodukt von BZ ohne den Benzilsäureteil gefunden. Das Q3 war jedoch nicht Bestandteil der tatsächlichen Probe, sondern nur in einer Kontrollprobe enthalten, bei der das Q3 vom OPCW extra zugesetzt wurde. Solche Kontrollproben nach dem Prinzip einer Blindprobe werden von der OPCW regelmäßig zusammen mit der tatsächlichen Probe an die mit der Analyse beauftragten Labore verschickt, wobei nicht mitgeteilt wird, welches die richtige, unveränderte Probe ist. Hierbei handelt es sich um ein typisches Vorgehen als Nachweis für eine unbeeinflusste, fehlerfreie Durchführung der Analyse.

## Gegenmaßnahmen
Wie bei allen chemischen Waffen ist der Schutz durch entsprechende Kleidung und Gasmaske entscheidend. Nach einer Kontaminierung kann bei oraler Vergiftung medizinische Kohle helfen, auch Physostigmin kann als Antidot helfen. Für Helfer ist zu beachten, dass die Kontaminierten aufgrund der auftretenden Halluzinationen sofort zu entwaffnen und unter ständiger Kontrolle zu halten sind.